# Eurynomos (fils d'Égyptios)
Pour les articles homonymes, voir Eurynomos.
Selon la mythologie grecque, dans l'Odyssée, Eurynomos fils d'Égyptios est un des prétendants de Pénélope. Il est cité deux fois dans l'épopée et même si sa mort n'est pas explicitement mentionnée, elle est certaine puisqu'Ulysse vérifie qu'il n'y a pas de survivant voulant échapper à sa vengeance.